# Eriopyga obscurus
Eriopyga obscurus là một loài bướm đêm trong họ Noctuidae.